# Larry Silverstein
Larry Silverstein   (Brooklyn, 30 de maig de 1931) és un bilionari estatunidenc inversor de la Ciutat de Nova York. Silverstein va néixer a Brooklyn, i va esdevenir una persona rica juntament amb el seu pare en establir l'empresa immobiliària Silverstein Properties. Silverstein es va separar del seu soci, Bernard Mendik, el 1977, i va comprar un gran nombre d'oficines a Midtown i Lower Manhattan a final de la dècada de 1970.